# Ниновка (Белгородская область)
Ниновка — село в Новооскольском районе Белгородской области. Центр Ниновского сельского поселения.

## География
Ниновка расположена в лесостепной зоне, на берегу реки Оскол, в 4 километрах к юго-западу от районного центра города Новый Оскол. Через село проходит автодорога регионального значения 14К-1 (Белгород — Павловск).

## История
Первые переселенцы появились в Ниновке в XVI веке.
Во второй половине 1800 года слобода Ниновка являлась частью Новооскольского уезда. 
В документах переписи конца XIX века дана краткая характеристика Ниновки: «Слобода эта замечательна тем, что население здесь, благодаря малоземелью, давно уже утратило свой исконно земледельческий характер. Из 99 надельных дворов... только 1 двор обрабатывает землю собственным инвентарем и обрабатывает ее по найму; все же остальные 97 дворов сдают свои наделы крестьянам соседних деревень и занимаются сами разными ремеслами, из которых особенно распространено сапожничество и кустарные деревянные производства — бондарство, столярство и др. Полный упадок земледельческого хозяйства виден также и из того,что на каждый надельный двор здесь приходится всего 1,4 головы крупного рогатого скота, считая в том числе и 11 лошадей..., держат их специально с промышленными и торговыми целями».
С 1928 года, когда был создан Новооскольский район, слобода (позже село) Ниновка — центр сельсовета.
В 1996 году завершилась газификация села.

## Население
Перепись 1885 года показала, что в Ниновке насчитывалось 99 дворов (94 избы), 575 слобожан.

В 1932 году в Ниновке было 995 жителей, в 1979 году — 852, в 1989 году — 847 человек.
| 2002 | 2010 |
| ---- | ---- |
| 956  | ↗959 |